# Висши растения
Висшите растения ( Embryophyta) обхващат цялата сухоземна растителност и включват мъховете и васкуларните растения, като папрати, плауни, голосеменни и Покритосеменни. Те имат вегетативно тяло (кормус) с обособени вегетативни органи: корен, стъбло и лист. Органите са изградени от проводящи (васкуларни) тъкани (ксилем и флоем), които пренасят вода, растителни сокове и хранителни вещества помежду си. Органите се диференцират според основната си функция: коренът прикрепва растението в почвата и изсмуква от там вода с разтворените в нея минерали, стъблото осигурява оптимално положение за листата и ги свързва с корените, а листата извършват фотосинтезата и транспирацията. Кормусът образува периодично органи за размножаване на растението.